# Viêm Hoàng
Viêm Hoàng (phồn thể: 炎黃, giản thể: 炎黄) là tên của một nhóm dân tộc của Trung Quốc cổ đại sinh sống ở khu lưu vực sông Hoàng Hà. Thành tựu của họ là liên kết với nhau để củng cố nền tảng của hai bộ tộc và cộng đồng của họ. Viêm Hoàng là người đã thành lập ra dân tộc Trung Quốc và là người khởi xướng văn hóa Trung Quốc.